# Карпилович, Юрий Владимирович
Юрий Владимирович Карпилович — советский конструктор и учёный в области вычислительной техники, лауреат Государственной премии СССР (1970) и Ленинской премии (1983).

## Биография
Родился 2 апреля 1934 года. Окончил Белорусский политехнический институт (1957).
С 1958 года работал на Минском заводе ЭВМ: инженер-конструктор, старший инженер отдела главного технолога, зам. главного инженера. В 1973—1974 первый директор Минского завода вычислительной техники (МЗВТ). В 1974—1994 годах главный инженер Минского ПО вычислительной техники. С 1994 ведущий специалист ОАО «МПОВТ».
В 1988 г. защитил кандидатскую диссертацию на трему «Принципы построения многофункциональных терминальных автоматизированных обучающих систем на базе микропроцессорных средств».
Профессор (1990).
Главный конструктор вычислительной машины ЕС-1061.
С 1976 г. преподавал в Минском радиотехническом институте, а с 1999 г. также в Минском институте управления.
Лауреат Государственной премии СССР (1970 — за создание семейства ЭВМ "Минск), Ленинской премии (1983 — за создание семейства ЕС ЭВМ).

## Публикации
Соавтор учебника:
- Организация производства на предприятии; Учеб.-метод. Комплекс. Н. В. Шинукевич, Е. А. Зубелик, Ю. В. Карпилович. Мн.; Издательство МИУ, 2004. — 151 с.

Автор книги воспоминаний: «Так было». Минск, 2004.